# 방호의
방호의(方好義, ? ~ ?)는 조선 중기의 문신, 정치가이다. 본관은 온양(溫陽), 자(字)는 의지(宜之)이다. 아버지는 증 병조판서 방윤(方輪)이고, 부인은 세종(世宗)의 4남인 임영대군(臨瀛大君)의 증손녀이다.

## 생애
1514년(중종 9) 사헌부지평(司憲府持平)을 시작으로, 1520년 부령부사, 1522년 만포첨사, 1524년 정평부사가 되었다. 1525년 전라좌도수군절도사, 회령부사, 1536년 경상우도병마절도사를 역임하였다. 1540년 상호군(上護軍), 1542년 충주목사, 1544년 경상우도수군절도사에 이어 가덕도축성사(加德島築城使)가 되었다. 1545년(명종 즉위년) 충청도수군절도사가 되고, 1549년 첨지(僉知) 등을 지냈다. 1550년(명종 6년) 겨울 평안도병마절도사 겸 영변대도호부사로 부임하였다. 평안도병마절도사 재임 시절 평안도관찰사 조광원(曺光遠)과 함께 언관들의 탄핵을 받았으나 명종이 윤허하지 않았다.
1554년(명종9년) 4월 25일 방호의(方好義)는 정2품 지돈녕부사(知敦寧府事)에 제수되었다. 이후 동지중추부사(同知中樞府事)를 역임하고, 1556년 청홍도병마절도사(淸洪道兵馬節度使)가 되었다. 문인이었으나 무재(武才)에도 뛰어나서 왜구와 여진족 방어에 공헌하였다.

## 가족 관계
- 부친 : 방윤(方輪, 1464 ~ 1534)
  - 부인 : 봉산군(鳳山君) 이돈(李敦)의 서녀 전주 이씨[6]
    - 아들 : 방헌침(方獻忱)
    - 며느리 : 정언각(鄭彦慤)의 3녀 해주 정씨
      - 손자 : 방덕룡(方德龍, 1561 ~ 1598)
      - 손녀 : 안숭신(安崇信)의 처
      - 손녀 : 초계 정씨 정인(鄭認)의 처
      - 손녀 : 박효공(朴孝恭)의 처